# الباهية
الباهية   منطقة ضاحية سكنية تتبع مدينة أبوظبي وتبعد عن مركز المدينة حوالي  40 كلم ، وهي من ضمن امارة ابوظبي بدولة الإمارات العربية المتحدة، وتقع باتجاه طريق دبي  بالقرب من مدينة الشهامة حيث انهما منطقتين  متقاربتين  تبعدان عن بعضهما 3 كلم.
وقد أنشأت المنطقة لتخصص لسكن المواطنين، وذلك في العام 1997 م وبأوامر من رئيس دولة الإمارات السابق حاكم امارة ايوظبي الشيخ زايد بن سلطان آل نهيان. وتتميز منطقة الباهية بهدوئها، حيث أنها منطقة سكنية تتكون من بضع مئات من المنازل السكنية الحكومية  للمواطنين وقد تم بناءها كمنحة حكومية لبرنامج الاسكان.
تتميز المنطقة بقربها من ساحل الخليج العربي و بنظافتها ولكنها تعاني من قلة توفر الأسواق حيث تبعد عنها 5 كلم وذلك منذ انشاءها في 1997 م وحتى 2007 م.
وفي عام 2008 م كانت منطقة الباهية مع مستقبل غير كل ملامحها حيث بدا رجل اعمال في شراء احدى المزارع في المنطقة وقام بتحويلها الى حديقة كيدز بارك للحيوانات والتي حملت الاسم (حديقة الامارات للحيوانات ) والتي حققت نجاحا وحراكا في المنطقة جعل السياح يتوافدون من انحاء الامارات لزيارة هذة الحديقة المبردة  والتي تضم العديد من الحيوانات 
وفي عام 2012 استمر تطوير الحديقة وتوسعتها واضافة فندق 2 نجوم لها ليستمتع السائح بالاقامة في غرفة مخدومة فندقيا وبسعر مناسب ويطل على عروض الزرافات والفيل  
وفي عام 2013 م كانت المنطقة مع نقلة نوعية في التسوق بافتتاح ديرفيدز مول الذي يضم اكثر عن 200 محل تجاري منوع من ضمنها سلسلة متاجر كارفور الفرنسية وصالة جولد جيم العالمية ومجموعة الامارات للسيارات وكيل مركبات مرسيدس ابوظبي  والعديد من المركات الاخرى
وبافتتاح هذة المشاريع زاد الرواج في المنطقة واضحت توفر الخدمات الاساسية المتحضرة لقاطنيها وزاد الطلب على استئجار العقارات فيها للاستمتاع بما تقدمه والابتعاد عن ازدحام وسط مدينة ابوظبي والاستفادة من قرب المنطقة من اكبر جزيرة ترفيهية في ابوظبي وهي جزيرة ياس والتي تضم ياس مول وفيراري وورد وحلبة مرسى ياس وغيرها من علامات الترفيه العالمية ولا تبعد سوى 13 كلم عن اقصى منطقة في الباهية

## تقسيمات الباهية
الباهية A وتقع خلف الشهامة القديمة.
الباهية B وهي محاذية للطريق الرئيسي أبو ظبي - دبي ومقابلة للشهامة الجديدة ويفصل بينهما طريق أبو ظبي دبي.
من الدارج لدى سكان الباهية والمناطق المجاورة لها إطلاق أسماء مناطق الباهية طبقا لألوان المنازل التي تتبع لكل حوض فمثلا هناك المنازل البنية والبيضاء والخضراء، وهناك أيًضا (باهية البحر) وهو الاسم الذي يطلق على المنطقة التي تحوي المنازل القريبة من شاطئ الخليج العربي.